# Колорадо (плато)

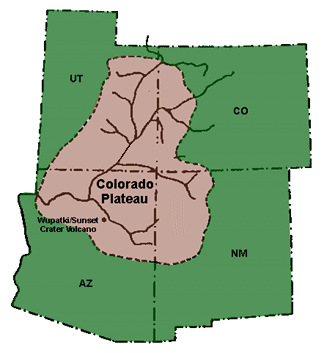
Розташування плато Колорадо на тер-ї шт. Аризона (AZ), Юта (UT), Колорадо (CO) і Нью-Мексико (NM)

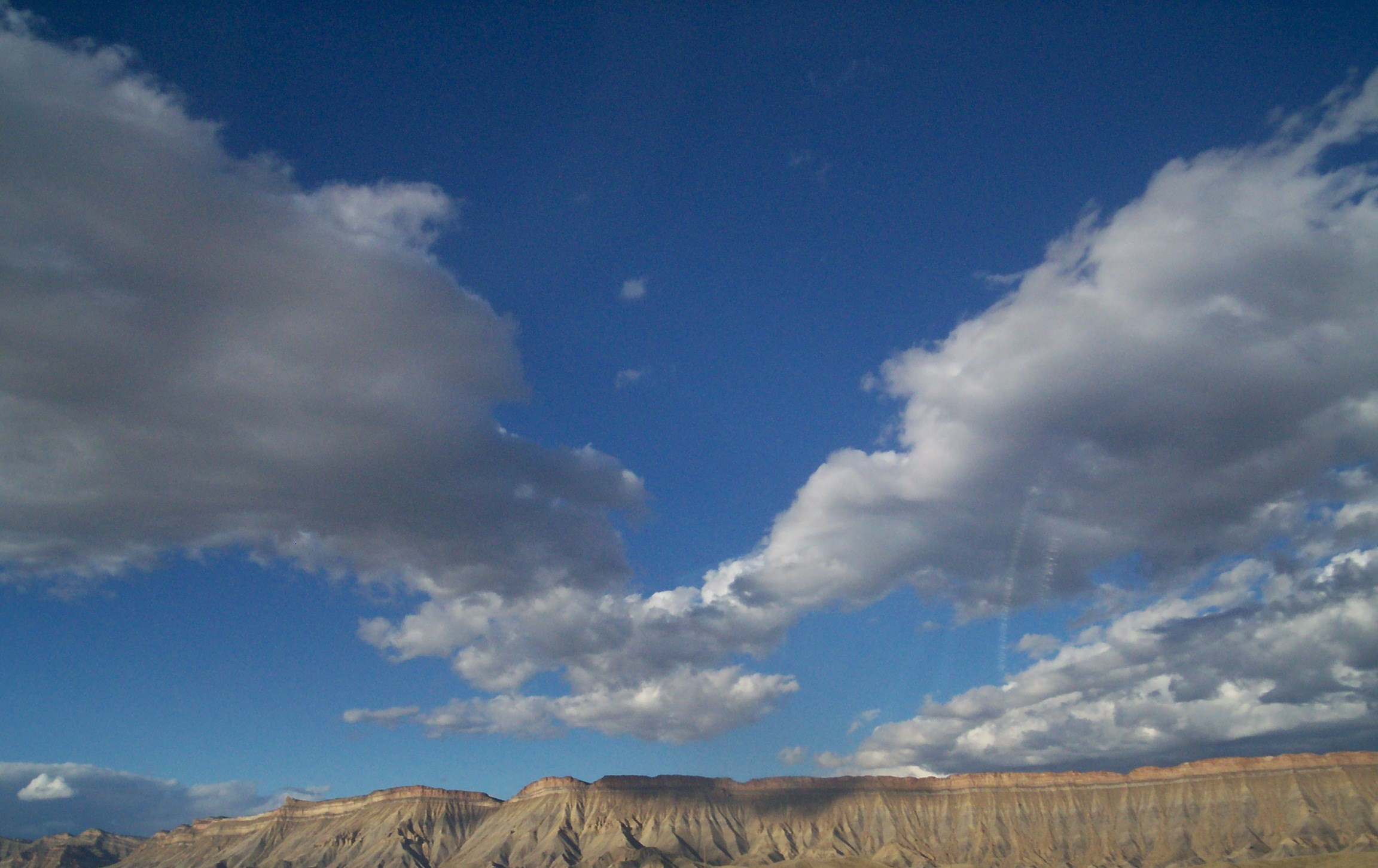
Уступ Бук-Кліфс у западині Юїнта

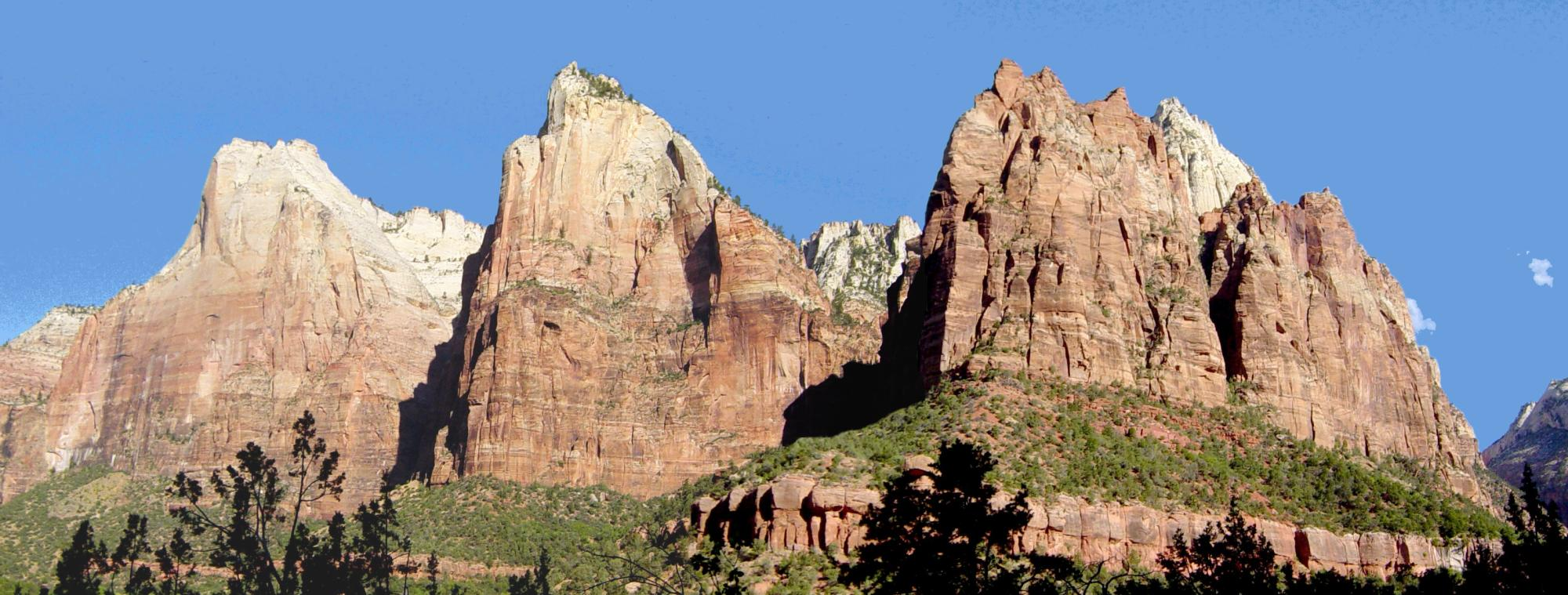
Щебенисті відроги плато Навахо

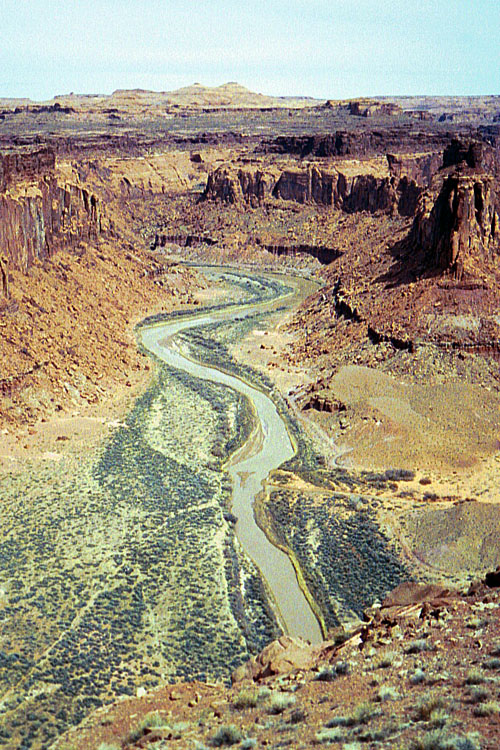
Центр плато Колорадо. Стійкий до ерозії пісковик, сформований за мезозойської доби, утворив низку видовжених бескидів

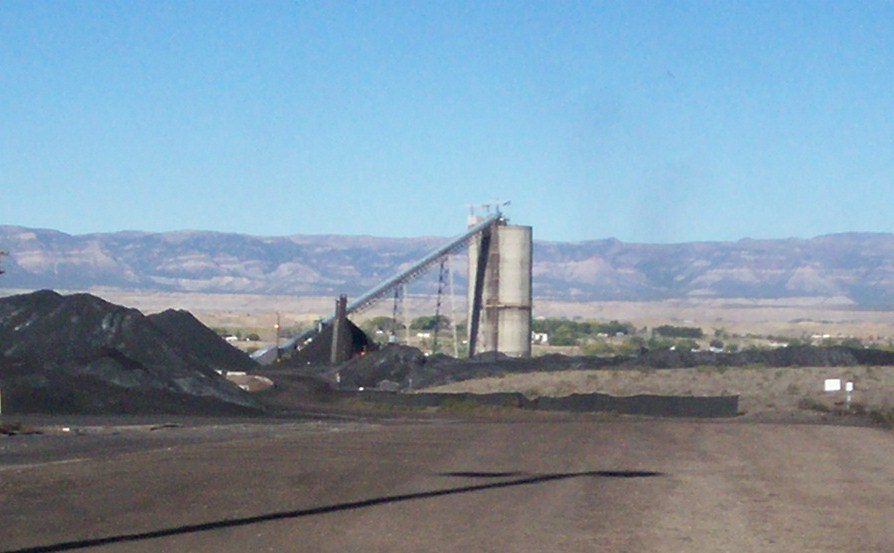
Вугільна шахта, шт.Юта, 2007

Плато́ Колора́до (англ. Colorado Plateau) — плато на Південному Заході США, в системі Кордильєр.

## Основні дані
Плато Колорадо розташоване на території штатів Аризона, Юта, Колорадо і Нью-Мексико.
Площа плато — 337 000 км².
Висоти починаються від 1500 м. Найвища точка — гора Гамфріс-Пік (3 861 м).
Складається з кристалічних порід, перекритих переважно пісковиками і вапняками.
Внаслідок дії аридної денудації на плато утворилися численні каньйони (Великий Каньйон), уступи, столові гори та ін. характерні форми рельєфу.
Водні шляхи перетинають плато саме цими каньйонами: річкою Колорадо та її головними притоками Грін-Рівер, Сан-Хуан і Літл-Колорадо.
Поширені сухі степи, зарості сухолюбних чагарників, місцями — сосново-ялівцеве криволісся.
На території плато Колорадо містяться 8 національних парків: Arches-Nationalpark, Bryce-Canyon-Nationalpark, Canyonlands-Nationalpark, Capitol-Reef-Nationalpark, Grand-Canyon-Nationalpark, Mesa-Verde-Nationalpark, Petrified-Forest-Nationalpark, Zion-Nationalpark та інші природоохоронні об'єкти. Своїми краєвидами каньйони плато Колорадо приваблюють значний потік туристів.

## Районування
За особливостями рельєфу виокремлюють декілька районів плато Колорадо:
- Западина Юїнта — низка менших плато, зрізаних каньйонами. Висота цих плато поступово підвищується у південному напрямі, де знаходиться уступ Бук-Кліфс (ширина 160 км, висота 600 м), що обривається в районі Каньйон-Лендз, і північніше, де западина відмежована горами Юїнта, які входять до системи Середніх Скелястих гір.
- Каньйон-Лендз (англ. Canyon Lands «край каньйонів») — доволі рівнинне плато заввишки 1200—2150 м. Поверхня зрізана великими (завглибшки понад 600 м) і меншими каньйонами на численні столові гори і останці. У цьому районі розташований Національний парк Капітол-Ріф.
- Високі плато Юти — найвищий район плато Колорадо, розташований на захід від району Каньйон-Лендз. Висота — від 2750 до 3350 м. Плато розчленовані широкими і пласкими долинами. На півдні плато містяться три великих уступи, звернених у бік Великого Каньйону. Сильна денудація спричинила тут утворення гірських вершин з мальовничими формами, які увійшли до складу національного парку Брайс-Каньйон.
- Плато Навахо — зрізана каньйонами територія на південь від району Каньйон—Лендз. Велика площина зайнята піщаними дюнами, крім того у пустелі Пейнтед-Дезерт (англ. Painted Desert «кольорова, забарвлена пустеля») переважають різнокольорові щебенисті уламки.
- Плато Датіл — високе лавове плато, розташоване південніше від плато Навахо. Внаслідок аридної денудації утворилися столові гори, останці та каньйони. На півночі плато вивищуються масивні вулканічні конуси.
- Плато Великий Каньйон — плато з середньою висотою 1850 м. У центральній частині виділяється вулканічний масив Сан-Франциско-Пікс заввишки понад 3800 м, оточений широким лавовим плато з такими ж вулканічними формами, як на плато Датіл. На північному заході від лавового плато розташований Гранд-Каньйон.

## Корисні копалини
На плато Колорадо розташовані родовища урано-ванадієвих і поліметалевих руд, відкриті в 1898 році, золота, вугілля тощо.
Пошуково-розвідувальні роботи, які розпочалися в районі у 1948 році, дозволили фахівцям визнати поклади урану на плато Колорадо одними з найбільших у світі. Запаси урано-ванадієвих руд (оцінка 1969 рік) становлять 50 млн т, а запаси урану в них — 111,4 тис. т.
Бл. 3/4 цих запасів припадає на родовище Амбросія-Лейк (штат Нью-Мексико). У 1969 році видобуток урану тут становив 75 % всього видобутку в США.
Крім уранованадатів, у руді містяться також ванадати кальцію, заліза, інших елементів тощо.